# Rangpur (district)
Pour les articles homonymes, voir Rangpur.
Rangpur est un district du Bangladesh. Il est situé dans la division de Rangpur. La ville principale est Rangpur.

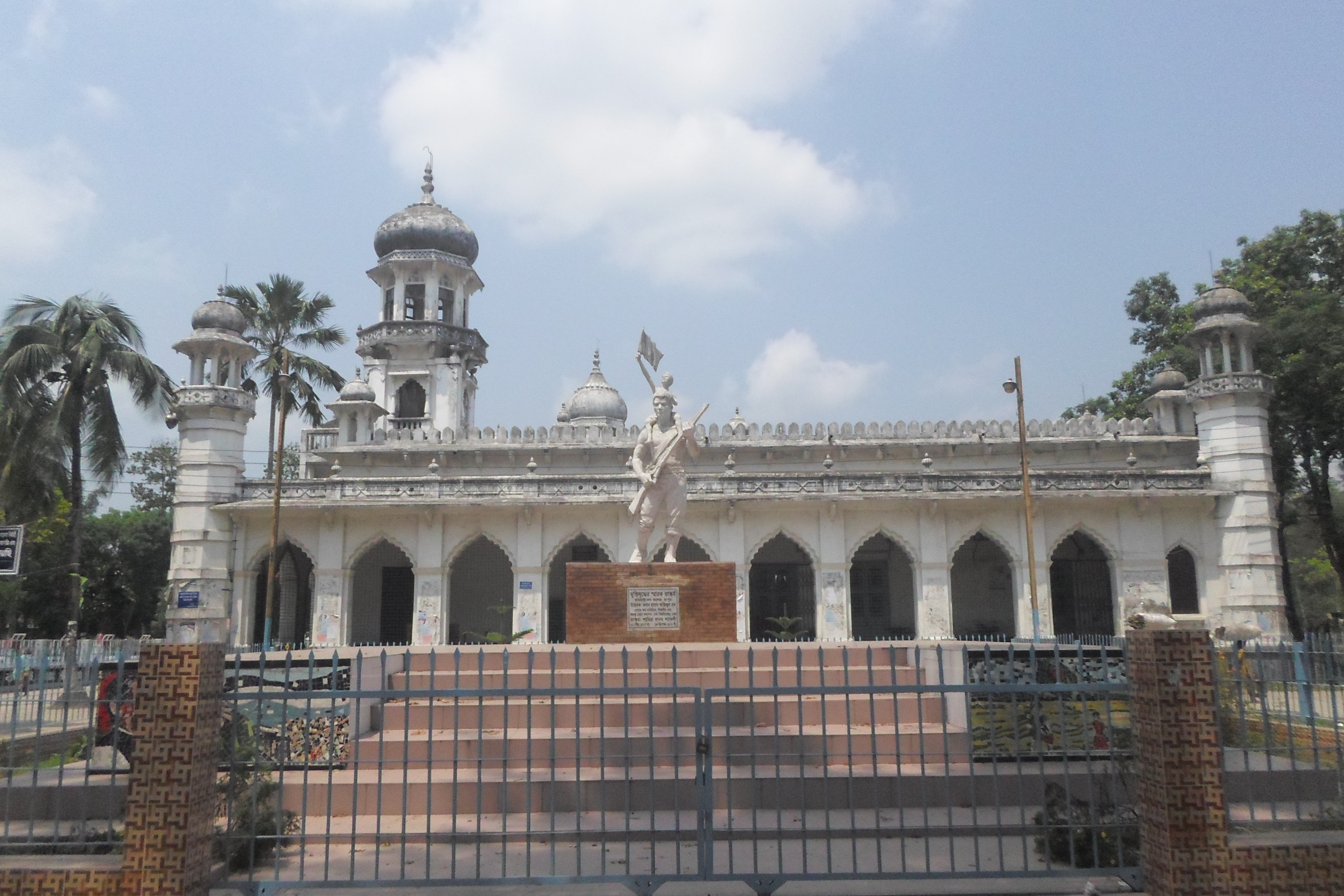
Collège Carmichael.